# Принцип дополнительности
Принцип дополнительности (также принцип комплементарности) — один из важнейших методологических и эвристических принципов науки, а также один из важнейших принципов квантовой механики, сформулированный в 1927 году Нильсом Бором, философское мировоззрение.
Согласно этому принципу, для полного описания квантовомеханических явлений необходимо применять два взаимоисключающих («дополнительных») набора классических понятий, совокупность которых даёт исчерпывающую информацию об этих явлениях как о целостных. Например, дополнительными в квантовой механике являются пространственно-временная и энергетически-импульсная картины. Описания любого физического объекта как частицы и как волны дополняют друг друга, одно без другого лишено смысла, корпускулярный и волновой аспекты описания обязательно должны входить в описание физической реальности. При получении информации об одних физических величинах, описывающих микрообъект, неизбежно теряется информация о других физических величинах, дополнительных к первым.
Принцип дополнительности лёг в основу так называемой копенгагенской интерпретации квантовой механики и анализа процесса измерения характеристик микрообъектов. Согласно этой интерпретации, заимствованные из классической физики динамические характеристики микрочастицы (её координата, импульс, энергия и др.) вовсе не присущи частице самой по себе. Смысл и определённое значение той или иной характеристики электрона, например, его импульса, раскрываются во взаимосвязи с классическими объектами, для которых эти величины имеют определённый смысл и все одновременно могут иметь определённое значение (такой классический объект условно называется измерительным прибором). Роль принципа дополнительности оказалась столь существенной, что Вольфганг Паули даже предлагал назвать квантовую механику «теорией дополнительности», по аналогии с теорией относительности.
Такое толкование принципа дополнительности находится в соответствии с описанием ряда простейших экспериментов, например, определение координаты частицы при помощи микроскопа. Тем не менее, существуют возражения против него с более общей философской точки зрения. Роль прибора при измерениях заключается в «приготовлении» некоторого состояния системы. Принципиально невозможны состояния физической системы, при которых взаимно дополнительные величины имели одновременно точно определённые значения. Согласно этой точке зрения, принцип дополнительности не связан с процессами измерения и отражает объективные свойства физических систем.

## Обобщение принципа дополнительности
Н. Бор обобщил принцип дополнительности и придал ему глубокий гносеологический смысл. Всякое истинно глубокое явление природы, например «жизнь», «атомный объект», «физическая система», не может быть определено однозначно с помощью слов нашего языка и требует для своего определения по крайней мере два взаимоисключающих дополнительных понятия.
Например, физическая картина явления и его математическое описание дополнительны друг к другу. Физическая картина явления пренебрегает деталями и далека от математической точности, тогда как точное математическое описание явления, наоборот, затрудняет его ясное понимание.
Искусство и наука — два дополнительных способа изучения окружающего мира. Наука основана на логике и опыте, искусство — на интуиции и прозрении. Они не противоречат, а дополняют друг друга.
Применение обобщённого принципа дополнительности со временем привело к созданию концепции дополнительности, охватывающей не только физику, но и биологию, психологию, культурологию, гуманитарное знание в целом. Впервые понятие «дополнительности» было использовано американским психологом Уильямом Джеймсом, который обозначал им отношение взаимоисключения. Именно психологические труды Уильяма Джеймса, наряду с интерпретацией философии Кьеркегора датским философом Х. Гёффдингом, вдохновили Бора на создание концепции дополнительности.

## Критика
В то же время, абсолютизация принципа дополнительности, с его некорректным расширенным применением, является, по мнению Бора, метафизической догмой, от которой он предостерегал исследователей.